# Üvegházhatás

Az üvegházhatás folyamatának sematikus rajza

Az üvegházhatás befolyásolja a hőháztartását azon bolygóknak, amelyeknek légköre a csillaguk fényét átereszti, de a saját hőmérsékleti sugárzásuk egy részét nem. Emiatt a bolygó felszínéről a hő egy része nem jut közvetlenül vissza az űrbe, hanem különféle fizikai és meteorológiai folyamatokban vesz részt. Ezek megnövelik a felszín és az alsó légkör hőmérsékletét. Hasonló, de nem azonos folyamat tartja melegen az üvegházakat, amelyekről a jelenség a nevét kapta.

## Felfedezése
Joseph Fourier fedezte fel 1824-ben, először Svante August Arrhenius svéd kémikus számszerűsítette 1896-ban. 1998-ban Buenos Airesben 180 ország részvételével ENSZ-konferenciát tartottak az üvegházhatás károsnak ítélt következményeinek csökkentése érdekében.

## A jelenség leírása

A sugárzási kényszer összetevői 2005-ben

A Földre a Napból az energia elektromágneses sugárzás formájában érkezik. A Nap felszíni hőmérséklete 6000 K. Az általa kibocsájtott hőmérsékleti sugárzás energiájának maximuma a látható fény tartományába esik. Ezeken a hullámhosszokon a Föld légköre gyakorlatilag átlátszó.
A bejövő fény nagy részét elnyeli a Föld felszíne, amely a besugárzás hatására felmelegszik az adott évszaktól, szélességi körtől és még sok egyéb paramétertől függő hőmérsékletre. Ez a hőmérséklet jellemzően 60 °C alatt van.
A Föld saját (nagyjából 300 K-nek megfelelő) hőmérsékleti sugárzása tehát a Napénál jóval kisebb energiájú; hullámhossza a távoli infravörös tartományba esik. A légköri gázok abszorpciós hullámhosszain (az úgynevezett elnyelési sávokban) a légkör részben átlátszatlan, és ahogy ezek koncentrációja nő, mindinkább teljesen átlátszatlan lesz. Más hullámhosszakon az elektromágneses sugárzást ezek a gázok nem tudják elnyelni, így az akadálytalanul távozik. A gázokban a sugárzás elnyelődését a Lambert–Beer-törvény írja le. Ebből következik, hogy az üvegházgázok nem tudnak elnyelni több energiát, mint amennyit a Föld elnyelési sávjaikban kisugároz. Ezért koncentrációjukkal az üvegházhatás nem lineárisan nő, hanem – amint ezt Arrhenius üvegházhatás-törvénye kimondja – egy aszimptotikus, úgynevezett telítési görbe mentén.
A földi légkör által felvett sugárzó energia nagyságát a sugárzási kényszer határozza meg. A sugárzási kényszer azoknak a hatásoknak az összessége, amivel egy-egy összetevő megváltoztatja a Föld légköri rendszerének bejövő és kimenő energiájának egyensúlyát. A sugárzási kényszernek különböző összetevői vannak, amelyek hatása időben is változik.
A légkörben elnyelődő hő fénysebességgel kisugározni nem tud, ehelyett jóval lassabb anyagáramlással és hőátadással indul el az űr felé. Ezek az alsó légkört és a felszínt is felmelegítik.

## Az üvegházhatású gázok

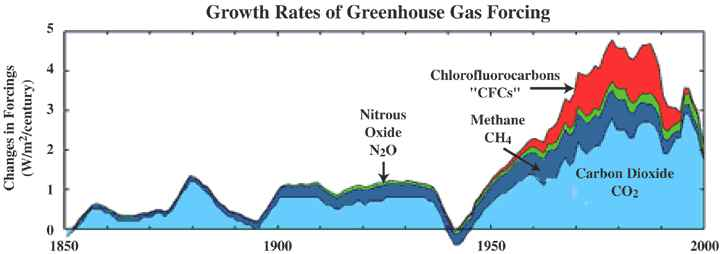
Az üvegházhatást okozó gázok mennyiségének változása

A bolygó hőmérsékleti sugárzását elnyelő rendelkező gázokat üvegházhatású gázoknak (üvegházgázoknak) nevezzük. A Föld légkörében található természetes üvegházgázok és részvételi arányuk az üvegházhatásban:
- vízgőz, 36–70%
- szén-dioxid, 9–26%
- metán, 4–9%
- ózon, 3–7%.

## Az emberi tevékenységből származó üvegházgázok
Szén-dioxid: a természetben az élő szervezetek biológiai folyamataiban vesz részt; utánpótlását a vulkánokból kapja. Az ember nagyobb mennyiségben a fosszilis energiahordozók (kőolaj, földgáz, kőszén) elégetésével juttatja a légkörbe. A legjelentősebb kibocsátók a hőerőművek, az egyéb iparágak és a közlekedés. Az elterjedt tévhittel ellentétben légköri koncentrációjának növekedéséhez nem járul hozzá az erdőirtás, mivel a kitermelt fa zömét a szén biológiai körforgásából kivonva (pl. bútornak, papírnak, talp- és bányafának stb.) hasznosítják. Viszont közvetetten növeli, mert a növények felelősek a szén-dioxid lebontásáért.
Metán: a természetben főként a szerves anyagok rothadásából ered. Koncentrációját várhatóan növeli az olvadó tundraövezetek mocsaraiból, tőzeglápjaiból és talajából felszabaduló metán-hidrát. Az ember főleg az energiaszektorból, a mezőgazdaságból (rizstermesztés, állattenyésztés), valamint a hulladékgazdálkodással és szennyvízkezeléssel juttatja a légkörbe, de a kőolaj- és földgáz-kitermelés közben, valamint a földgázszállító csővezetékek repedéseiből is jelentősebb mennyiség jut ki. Elterjedt becslés szerint nagyjából 20%-ban felelős az éghajlatváltozásért — e nézet helytállóságát komolyan megkérdőjelezi, hogy a metán fontosabb elnyelési sávjait a vízgőz és a szén-dioxid sávjai szinte teljesen átfedik.
Dinitrogén-oxid: a természetben a nitrogéntartalmú élő szervezetek bomlásából ered, az emberi tevékenység nyomán pedig a műtrágya használat juttatja a legtöbb dinitrogén-oxidot a légkörbe, de jelentős a hőerőművek és a közlekedés dinitrogén-oxid-kibocsátása is. Az elterjedt nézetek szerint éghajlatváltozásért kb. 6%-ban felel, de az egyéb üvegházgázok elnyelési sávjai a dinitrogén-oxid sávjait is jórészt átfedik.
A mesterséges, vagy más néven szintetikus üvegházhatású gázokat kizárólag az emberi tevékenység juttatja a légkörbe. A legjelentősebb mesterséges üvegházgázok a kén-hexafluorid (SF6), a fluorozott szénhidrogének (HFC-k) és a perfluor-karbonok (PFC-k).
A mesterséges üvegházgázok főleg ipari folyamatokból származnak. Oldószerként, hűtőközegként, habosító anyagként, tűzoltó készülék töltőanyagaként, zsírtalanító anyagként, házakban használt szigetelőanyagok alapvető összetevőiként kerülnek a légkörbe. Fajlagos üvegházhatásuk a szén-dioxidénak több ezerszerese lehet, mennyiségük azonban rendkívül csekély. Ennek mérésére vezették be az egyes gázok üvegházhatásának számszerűsítésére használt globális felmelegedési potenciál (angolul global warming potential, GWP) kifejezést. Az értéket azonos tömegű szén-dioxidhoz viszonyítják, tehát míg 1 tonna szén-dioxid 1 tonna szén-dioxid egyenértékkel egyenlő (t CO2e), addig 1 tonna kén-hexafluorid 15 100 tonna szén-dioxid egyenértéknek felel meg annak figyelembe vételével, hogy egy-egy ilyen molekula átlag 20 évet tölt a légkörben.